# Großer Preis von Österreich 1985
Der Große Preis von Österreich 1985 (offiziell XXIII Holiday Großer Preis von Osterreich) fand am 18. August auf dem Österreichring in der Nähe von Zeltweg statt und war das zehnte Rennen der Formel-1-Weltmeisterschaft 1985.

## Berichte

### Hintergrund
Nachdem Manfred Winkelhock an dem Wochenende, das zwischen dem Großen Preis von Deutschland und dem elften WM-Lauf des Jahres in Österreich lag, bei einem Sportwagen-Rennen im Mosport Park ums Leben gekommen war, wurde er bei RAM Racing durch Kenny Acheson ersetzt.
Das Team Toleman erweiterte sein Engagement auf zwei Wagen und nahm dazu den bei Osella entlassenen Piercarlo Ghinzani unter Vertrag.
Niki Lauda kündigte an, seine Rennfahrer-Karriere zum Saisonende endgültig zu beenden. Keke Rosberg wurde als sein Nachfolger bei McLaren engagiert. Dessen Platz bei Williams wurde daraufhin Nelson Piquet zugesichert, der seinerseits durch Elio de Angelis ersetzt werden sollte.

### Training
Alain Prost absolvierte seine schnellste Trainingsrunde als Einziger mit einer Durchschnittsgeschwindigkeit von mehr als 250 km/h und sicherte sich so die Pole-Position vor Nigel Mansell. Die zweite Reihe bildeten Lauda und Rosberg vor Piquet und Teo Fabi.

### Rennen
Lauda ging zunächst in Führung. Aufgrund einer Massenkollision, in die unter anderem Mansell, Michele Alboreto, de Angelis und Gerhard Berger verwickelt waren, wurde das Rennen jedoch noch vor dem Ende der ersten Runde durch die rote Flagge abgebrochen.
Beim Neustart, der nach rund 45-minütigen Aufräumarbeiten durchgeführt wurde, übernahm Prost die Spitze vor Rosberg. Da dieser jedoch bereits nach vier Runden aufgrund eines Motorschadens ausschied, ergab sich eine McLaren-Doppelführung vor Piquet, de Angelis und Mansell.
In der 14. Runde verunfallte Andrea de Cesaris bei hoher Geschwindigkeit. Sein Wagen überschlug sich mehrfach, kam aber letzten Endes wieder auf den Rädern zum Stehen. Als de Cesaris, der zuvor bereits mehrfach durch schwere Unfälle aufgefallen war, unverletzt zu Fuß in seine Box zurückkehrte, wurde er umgehend von seinem Teamchef Guy Ligier entlassen.
Durch einen Boxenstopp fiel Prost in der 26. Runde hinter Lauda zurück. Ayrton Senna war unterdessen an de Angelis vorbei auf den dritten Rang gelangt, was durch die technisch bedingten Ausfälle von Mansell und Piquet begünstigt wurde.
Zwölf Runden vor dem Ende des Rennens schied Lauda aufgrund eines Turboladerschadens aus, sodass Prost vor Senna und Alboreto siegte. Stefan Johansson, de Angelis und Marc Surer erreichten die Plätze vier bis sechs.

## Meldeliste
| Team                           | Nr. | Fahrer             | Chassis          | Motor                         | Reifen |
| ------------------------------ | --- | ------------------ | ---------------- | ----------------------------- | ------ |
| Marlboro McLaren International | 01  | Niki Lauda         | McLaren MP4/2B   | TAG/Porsche TTE PO1 1.5 V6t   | G      |
| Marlboro McLaren International | 02  | Alain Prost        | McLaren MP4/2B   | TAG/Porsche TTE PO1 1.5 V6t   | G      |
| Tyrrell Racing Organisation    | 03  | Stefan Bellof      | Tyrrell 014      | Renault EF4B 1.5 V6t          | G      |
| Tyrrell Racing Organisation    | 04  | Martin Brundle     | Tyrrell 012      | Ford Cosworth DFY 3.0 V8      | G      |
| Canon Williams Honda Team      | 05  | Nigel Mansell      | Williams FW10    | Honda RA163-E 1.5 V6t         | G      |
| Canon Williams Honda Team      | 06  | Keke Rosberg       | Williams FW10    | Honda RA163-E 1.5 V6t         | G      |
| Motor Racing Developments      | 07  | Nelson Piquet      | Brabham BT54     | BMW M12/13 1.5 L4t            | P      |
| Motor Racing Developments      | 08  | Marc Surer         | Brabham BT54     | BMW M12/13 1.5 L4t            | P      |
| Skoal Bandit Formula 1 Team    | 09  | Philippe Alliot    | RAM 03           | Hart 415T 1.5 L4t             | P      |
| Skoal Bandit Formula 1 Team    | 10  | Kenny Acheson      | RAM 03           | Hart 415T 1.5 L4t             | P      |
| John Player Special Team Lotus | 11  | Elio de Angelis    | Lotus 97T        | Renault EF4 1.5 V6t           | G      |
| John Player Special Team Lotus | 12  | Ayrton Senna       | Lotus 97T        | Renault EF4 1.5 V6t           | G      |
| Équipe Renault Elf             | 14  | Patrick Tambay     | Renault RE60B    | Renault EF15 1.5 V6t          | G      |
| Équipe Renault Elf             | 15  | Derek Warwick      | Renault RE60B    | Renault EF15 1.5 V6t          | G      |
| Barclay Arrows BMW             | 16  | Gerhard Berger     | Arrows A8        | BMW M12/13 1.5 L4t            | G      |
| Barclay Arrows BMW             | 17  | Thierry Boutsen    | Arrows A8        | BMW M12/13 1.5 L4t            | G      |
| Toleman Group Motorsport       | 18  | Teo Fabi           | Toleman TG185    | Hart 415T 1.5 L4t             | P      |
| Toleman Group Motorsport       | 19  | Piercarlo Ghinzani | Toleman TG185    | Hart 415T 1.5 L4t             | P      |
| Benetton Team Alfa Romeo       | 22  | Riccardo Patrese   | Alfa Romeo 184TB | Alfa Romeo 890T 1.5 V8t       | G      |
| Benetton Team Alfa Romeo       | 23  | Eddie Cheever      | Alfa Romeo 184TB | Alfa Romeo 890T 1.5 V8t       | G      |
| Osella Squadra Corse           | 24  | Huub Rothengatter  | Osella FA1G      | Alfa Romeo 890T 1.5 V8t       | P      |
| Équipe Ligier                  | 25  | Andrea de Cesaris  | Ligier JS25      | Renault EF4B 1.5 V6t          | P      |
| Équipe Ligier                  | 26  | Jacques Laffite    | Ligier JS25      | Renault EF4B 1.5 V6t          | P      |
| Scuderia Ferrari SpA SEFAC     | 27  | Michele Alboreto   | Ferrari 156/85   | Ferrari 031 1.5 V6t           | G      |
| Scuderia Ferrari SpA SEFAC     | 28  | Stefan Johansson   | Ferrari 156/85   | Ferrari 031 1.5 V6t           | G      |
| Minardi F1 Team                | 29  | Pierluigi Martini  | Minardi M185     | Motori Moderni 615-90 1.5 V6t | P      |
| West Zakspeed Racing           | 30  | Jonathan Palmer    | Zakspeed 841     | Zakspeed 1500/4 1.5 L4t       | G      |

## Klassifikationen

### Qualifying
| Pos. | Fahrer             | Konstrukteur           | Qualifikationstraining 1 | Qualifikationstraining 1 | Qualifikationstraining 2 | Qualifikationstraining 2 | Start |
| Pos. | Fahrer             | Konstrukteur           | Zeit                     | Ø-Geschwindigkeit        | Zeit                     | Ø-Geschwindigkeit        | Start |
| ---- | ------------------ | ---------------------- | ------------------------ | ------------------------ | ------------------------ | ------------------------ | ----- |
| 01   | Alain Prost        | McLaren-TAG-Porsche    | 1:25,490                 | 250,219 km/h             | keine Zeit               | –                        | 01    |
| 02   | Nigel Mansell      | Williams-Honda         | 1:26,453                 | 247,432 km/h             | 1:26,052                 | 248,585 km/h             | 02    |
| 03   | Niki Lauda         | McLaren-TAG-Porsche    | 1:26,250                 | 248,014 km/h             | 1:26,727                 | 246,650 km/h             | 03    |
| 04   | Keke Rosberg       | Williams-Honda         | 1:26,333                 | 247,775 km/h             | 1:26,762                 | 246,550 km/h             | 04    |
| 05   | Nelson Piquet      | Brabham-BMW            | 1:26,568                 | 247,103 km/h             | 1:26,404                 | 247,572 km/h             | 05    |
| 06   | Teo Fabi           | Toleman-Hart           | 1:26,664                 | 246,829 km/h             | keine Zeit               | –                        | 06    |
| 07   | Elio de Angelis    | Lotus-Renault          | 1:26,799                 | 246,445 km/h             | keine Zeit               | –                        | 07    |
| 08   | Patrick Tambay     | Renault                | 1:27,722                 | 243,852 km/h             | 1:27,502                 | 244,465 km/h             | 08    |
| 09   | Michele Alboreto   | Ferrari                | 1:29,774                 | 238,278 km/h             | 1:27,516                 | 244,426 km/h             | 09    |
| 10   | Riccardo Patrese   | Alfa Romeo             | 1:29,485                 | 239,048 km/h             | 1:27,851                 | 243,494 km/h             | 10    |
| 11   | Marc Surer         | Brabham-BMW            | 1:27,954                 | 243,209 km/h             | 1:50,796                 | 193,068 km/h             | 11    |
| 12   | Stefan Johansson   | Ferrari                | 1:28,134                 | 242,712 km/h             | 1:27,961                 | 243,190 km/h             | 12    |
| 13   | Derek Warwick      | Renault                | 1:30,602                 | 236,101 km/h             | 1:28,006                 | 243,065 km/h             | 13    |
| 14   | Ayrton Senna       | Lotus-Renault          | 1:28,123                 | 242,743 km/h             | 3:04,856                 | 115,718 km/h             | 14    |
| 15   | Jacques Laffite    | Ligier-Renault         | 1:29,181                 | 239,863 km/h             | 1:28,249                 | 242,396 km/h             | 15    |
| 16   | Thierry Boutsen    | Arrows-BMW             | 1:28,617                 | 241,389 km/h             | 1:28,262                 | 242,360 km/h             | 16    |
| 17   | Gerhard Berger     | Arrows-BMW             | 1:28,566                 | 241,528 km/h             | 1:28,762                 | 240,995 km/h             | 17    |
| 18   | Andrea de Cesaris  | Ligier-Renault         | 1:28,666                 | 241,256 km/h             | keine Zeit               | –                        | 18    |
| 19   | Piercarlo Ghinzani | Toleman-Hart           | 1:28,894                 | 240,637 km/h             | keine Zeit               | –                        | 19    |
| 20   | Eddie Cheever      | Alfa Romeo             | 1:29,031                 | 240,267 km/h             | 1:29,608                 | 238,720 km/h             | 20    |
| 21   | Philippe Alliot    | RAM-Hart               | 1:32,766                 | 230,593 km/h             | 1:29,827                 | 238,138 km/h             | 21    |
| 22   | Stefan Bellof      | Tyrrell-Renault        | 1:31,022                 | 235,011 km/h             | 1:30,514                 | 236,330 km/h             | 22    |
| 23   | Kenny Acheson      | RAM-Hart               | keine Zeit               | –                        | 1:35,072                 | 225,000 km/h             | 23    |
| 24   | Huub Rothengatter  | Osella-Alfa Romeo      | 1:35,329                 | 224,393 km/h             | 1:58,090                 | 181,143 km/h             | 24    |
| 25   | Jonathan Palmer    | Zakspeed               | 1:36,060                 | 222,686 km/h             | 1:35,787                 | 223,320 km/h             | 25    |
| 26   | Pierluigi Martini  | Minardi-Motori Moderni | keine Zeit               | –                        | 1:36,765                 | 221,063 km/h             | 26    |
| DNQ  | Martin Brundle     | Tyrrell-Ford           | 1:39,247                 | 215,535 km/h             | 1:37,317                 | 219,809 km/h             | –     |

### Rennen
| Pos. | Fahrer             | Konstrukteur           | Runden | Stopps | Zeit        | Start | Schnellste Runde |
| ---- | ------------------ | ---------------------- | ------ | ------ | ----------- | ----- | ---------------- |
| 01   | Alain Prost        | McLaren-TAG-Porsche    | 52     | 1      | 1:20:12,583 | 01    | 1:29,241         |
| 02   | Ayrton Senna       | Lotus-Renault          | 52     | 0      | + 30,002    | 14    | 1:31,666         |
| 03   | Michele Alboreto   | Ferrari                | 52     | 0      | + 34,356    | 09    | 1:31,536         |
| 04   | Stefan Johansson   | Ferrari                | 52     | 0      | + 39,073    | 12    | 1:31,501         |
| 05   | Elio de Angelis    | Lotus-Renault          | 52     | 1      | + 1:22,092  | 07    | 1:30,949         |
| 06   | Marc Surer         | Brabham-BMW            | 51     | 0      | + 1 Runde   | 11    | 1:32,935         |
| 07   | Stefan Bellof      | Tyrrell-Renault        | 49     | 1      | DNF         | 22    | 1:34,219         |
| 08   | Thierry Boutsen    | Arrows-BMW             | 49     | 2      | + 3 Runden  | 16    | 1:32,758         |
| 09   | Huub Rothengatter  | Osella-Alfa Romeo      | 48     | 0      | + 4 Runden  | 24    | 1:38,336         |
| 10   | Patrick Tambay     | Renault                | 46     | 1      | DNF         | 08    | 1:31,525         |
| –    | Jacques Laffite    | Ligier-Renault         | 43     | 0      | DNF         | 15    | 1:33,708         |
| –    | Pierluigi Martini  | Minardi-Motori Moderni | 40     | 2      | DNF         | 26    | 1:38,727         |
| –    | Niki Lauda         | McLaren-TAG-Porsche    | 39     | 0      | DNF         | 03    | 1:30,052         |
| –    | Gerhard Berger     | Arrows-BMW             | 33     | 0      | DNF         | 17    | 1:33,663         |
| –    | Teo Fabi           | Toleman-Hart           | 31     | 3      | DNF         | 06    | 1:31,089         |
| –    | Derek Warwick      | Renault                | 29     | 0      | DNF         | 13    | 1:33,677         |
| –    | Kenny Acheson      | RAM-Hart               | 28     | 0      | DNF         | 23    | 1:36,491         |
| –    | Nelson Piquet      | Brabham-BMW            | 26     | 0      | DNF         | 05    | 1:31,816         |
| –    | Nigel Mansell      | Williams-Honda         | 25     | 0      | DNF         | 02    | 1:31,835         |
| –    | Riccardo Patrese   | Alfa Romeo             | 25     | 0      | DNF         | 10    | 1:34,254         |
| –    | Jonathan Palmer    | Zakspeed               | 17     | 0      | DNF         | 25    | 1:35,792         |
| –    | Philippe Alliot    | RAM-Hart               | 16     | 2      | DNF         | 21    | 1:34,040         |
| –    | Andrea de Cesaris  | Ligier-Renault         | 13     | 0      | DNF         | 18    | 1:33,883         |
| –    | Eddie Cheever      | Alfa Romeo             | 5      | 0      | DNF         | 20    | 1:35,522         |
| –    | Keke Rosberg       | Williams-Honda         | 4      | 0      | DNF         | 04    | 1:31,667         |
| –    | Piercarlo Ghinzani | Toleman-Hart           | 0      | 0      | DNF         | 19    | –                |

## WM-Stände nach dem Rennen
Die ersten sechs des Rennens bekamen 9, 6, 4, 3, 2 bzw. 1 Punkt(e). In der Fahrerwertung wurden die besten elf Resultate, in der Konstrukteurswertung alle Resultate gewertet.

### Fahrerwertung
| Pos. | Fahrer            | Konstrukteur           | Punkte |
| ---- | ----------------- | ---------------------- | ------ |
| 01   | Alain Prost       | McLaren-TAG-Porsche    | 50     |
| 02   | Michele Alboreto  | Ferrari                | 50     |
| 03   | Elio de Angelis   | Lotus-Renault          | 28     |
| 04   | Stefan Johansson  | Ferrari / Tyrrell-Ford | 19     |
| 05   | Keke Rosberg      | Williams-Honda         | 18     |
| 06   | Ayrton Senna      | Lotus-Renault          | 15     |
| 07   | Nelson Piquet     | Brabham-BMW            | 13     |
| 08   | Patrick Tambay    | Renault                | 11     |
| 09   | Jacques Laffite   | Ligier-Renault         | 10     |
| 10   | Thierry Boutsen   | Arrows-BMW             | 9      |
| 11   | Nigel Mansell     | Williams-Honda         | 6      |
| 12   | Niki Lauda        | McLaren-TAG-Porsche    | 5      |
| 13   | Derek Warwick     | Renault                | 4      |
| 14   | Stefan Bellof     | Tyrrell-Ford           | 4      |
| 15   | René Arnoux       | Ferrari                | 3      |
| 16   | Andrea de Cesaris | Ligier-Renault         | 3      |

| Pos. | Fahrer               | Konstrukteur          | Punkte |
| ---- | -------------------- | --------------------- | ------ |
| 17   | Marc Surer           | Brabham-BMW           | 2      |
| 18   | Martin Brundle       | Tyrrell-Ford          | 0      |
| 19   | Gerhard Berger       | Arrows-BMW            | 0      |
| 20   | Eddie Cheever        | Alfa Romeo            | 0      |
| 21   | Riccardo Patrese     | Alfa Romeo            | 0      |
| 22   | Piercarlo Ghinzani   | Osella-Alfa Romeo     | 0      |
| 23   | Philippe Alliot      | RAM-Hart              | 0      |
| 24   | Huub Rothengatter    | Osella-Alfa Romeo     | 0      |
| 25   | Jonathan Palmer      | Zakspeed              | 0      |
| 26   | Pierluigi Martini    | Minardi-Ford          | 0      |
| 27   | Manfred Winkelhock † | RAM-Hart              | 0      |
| 28   | Teo Fabi             | Toleman-Hart          | 0      |
| –    | François Hesnault    | Brabham-BMW / Renault | 0      |
| –    | Mauro Baldi          | Spirit-Hart           | 0      |
| –    | Kenny Acheson        | RAM-Hart              | 0      |

### Konstrukteurswertung
| Pos. | Konstrukteur        | Punkte |
| ---- | ------------------- | ------ |
| 01   | Ferrari             | 72     |
| 02   | McLaren-TAG-Porsche | 55     |
| 03   | Lotus-Renault       | 43     |
| 04   | Williams-Honda      | 24     |
| 05   | Brabham-BMW         | 15     |
| 06   | Renault             | 15     |
| 07   | Ligier-Renault      | 13     |
| 08   | Arrows-BMW          | 9      |

| Pos. | Konstrukteur      | Punkte |
| ---- | ----------------- | ------ |
| 09   | Tyrrell-Ford      | 4      |
| 10   | Alfa Romeo        | 0      |
| 11   | Osella-Alfa Romeo | 0      |
| 12   | RAM-Hart          | 0      |
| 13   | Zakspeed          | 0      |
| 14   | Minardi-Ford      | 0      |
| 15   | Toleman-Hart      | 0      |
| –    | Spirit-Hart       | 0      |